# Matriz de covariância
Em estatística e em teoria das probabilidades, matriz de covariância é uma matriz, simétrica, que sumariza a covariância entre N variáveis.

## Definição
Se os elementos de um vetor coluna
{\displaystyle X={\begin{bmatrix}X_{1}\\X_{2}\\\vdots \\X_{n}\end{bmatrix}}}
forem variáveis aleatórias, cada uma com variância finita, então a matriz de covariância será a matriz cujo elemento (i, j) é a covariância
{\displaystyle \Sigma _{ij}=\mathrm {cov} (X_{i},X_{j})=\mathrm {E} {\begin{bmatrix}(X_{i}-\mu _{i})(X_{j}-\mu _{j})\end{bmatrix}}}
em que
{\displaystyle \mu _{i}=\mathrm {E} (X_{i})\,}
é o valor esperado do i-ésimo elemento do vetor X.  Em outras palavras, temos
{\displaystyle \Sigma ={\begin{bmatrix}\mathrm {E} [(X_{1}-\mu _{1})(X_{1}-\mu _{1})]&\mathrm {E} [(X_{1}-\mu _{1})(X_{2}-\mu _{2})]&\cdots &\mathrm {E} [(X_{1}-\mu _{1})(X_{n}-\mu _{n})]\\\\\mathrm {E} [(X_{2}-\mu _{2})(X_{1}-\mu _{1})]&\mathrm {E} [(X_{2}-\mu _{2})(X_{2}-\mu _{2})]&\cdots &\mathrm {E} [(X_{2}-\mu _{2})(X_{n}-\mu _{n})]\\\\\vdots &\vdots &\ddots &\vdots \\\\\mathrm {E} [(X_{n}-\mu _{n})(X_{1}-\mu _{1})]&\mathrm {E} [(X_{n}-\mu _{n})(X_{2}-\mu _{2})]&\cdots &\mathrm {E} [(X_{n}-\mu _{n})(X_{n}-\mu _{n})]\end{bmatrix}}}
A covariância entre um elemento {\displaystyle X_{i}} e ele mesmo é a sua variância e forma a diagonal principal da matriz. A inversa desta matriz, {\displaystyle \Sigma ^{-1}}, é chamada matriz de covariância inversa ou matriz de precisão.

### Generalização do conceito
A definição acima é equivalente à multiplicação do vetor coluna pela sua transposta
{\displaystyle \Sigma =\mathrm {E} \left[\left({\textbf {X}}-\mathrm {E} [{\textbf {X}}]\right)\left({\textbf {X}}-\mathrm {E} [{\textbf {X}}]\right)^{\top }\right]}

## Propriedades
- Todas as matrizes de covariância são positivas semi definidas.

## Notes
1. ↑  Larry Wasserman (2004). Tudo sobre Estatística: Um Curso Conciso sobre Inferência Estatística. [S.l.: s.n.]